# Rachel True
Rachel True (ur. 15 listopada 1966 w Nowym Jorku) – amerykańska aktorka filmowa i telewizyjna, znana dzięki roli w serialu Half & Half, za którą była nominowana do nagrody Image Award.